# Уоррен, Джо
Джо́зеф Ра́йан Уо́ррен (англ. Joseph Ryan Warren; 31 октября 1976, Гранд-Рапидс) — американский борец греко-римского стиля, выступавший в смешанных единоборствах. В середине 2000-х годов представлял национальную сборную США по борьбе, чемпион мира, победитель Кубка мира, панамериканский чемпион, трёхкратный чемпион национального первенства. Начиная с 2009 года выступает в ММА на профессиональном уровне, известен по участию в турнирах бойцовских организаций Bellator и Dream, владел титулами чемпиона Bellator в полулёгкой и легчайшей весовых категориях.

## Биография
Джозеф Уоррен родился 31 октября 1976 года в городе Гранд-Рапидс штата Мичиган. В детстве в течение некоторого времени серьёзно занимался вольной борьбой, затем сменил специализацию на греко-римскую борьбу. После окончания школы поступил в Мичиганский университет, где присоединился к местной университетской команде и продолжил бороться, в частности выступал в первом дивизионе Национальной ассоциации студенческого спорта, дважды попадал в число призёров Конференции Big Ten, имел статус всеамериканского спортсмена.

### Любительская карьера
Уоррен принимал участие на крупных международных соревнованиях по борьбе с 2002 года, а в 2005 году впервые стал чемпионом США по греко-римской борьбе. Благодаря череде удачных выступлений вошёл в основной состав американской национальной сборной и побывал на чемпионате мира в Будапеште, где, тем не менее, пробиться в призы не сумел — проиграл иранцу Али Ашкани и армянину Вагану Джугаряну.
Наибольшего успеха в своей любительской карьере добился в сезоне 2006 года, когда вновь стал лучшим в зачёте национального первенства, выиграл панамериканский чемпионат в Рио-де-Жанейро и одержал победу на чемпионате мира в Гуанчжоу, где взял верх над всеми своими соперниками в лёгкой весовой категории, в том числе над титулованным россиянином Вячеславом Джасте.
В 2007 году Уоррен в третий раз подряд выиграл национальное первенство США и затем победил на Кубке мира в Анталии. Должен был ехать на Панамериканские игры в Рио-де-Жанейро и рассматривался как основной кандидат на участие в летних Олимпийских играх 2008 года в Пекине, однако в самый разгар сезона провалил допинг-тест, в его пробе были обнаружены следы марихуаны, в результате чего последовала двухлетняя дисквалификация.

### Профессиональная карьера
В период дисквалификации, не имея возможности выступать в греко-римской борьбе, Джо Уоррен решил попробовать себя в смешанных единоборствах и подписал контракт с крупной японской бойцовской организацией Dream. Всего провёл в Японии три боя, в рамках гран-при полулёгкого веса выиграл стартовый этап и четвертьфинал, но на стадии полуфиналов потерпел поражение от бразильца Бибиану Фернандиса — тот применил на нём «рычаг локтя» и уже на 42 секунде первого раунда заставил сдаться.
В 2010 году Уоррен подписал контракт с крупной американской организацией Bellator Fighting Championships и сразу принял участие в гран-при второго сезона полулёгкой весовой категории. Судейскими решениями победил всех троих соперников по турнирной сетке, в том числе Георгия Караханяна и Патрисиу Фрейри в полуфинале и финале соответственно, после чего вышел на бой против действующего чемпиона Джо Сото. Во втором раунде Уоррен нокаутировал Сото серией ударов и, таким образом, стал новым чемпионом организации.
В 2011 году провёл нетитульный бой в промежуточном весе против Маркуса Галвана, выиграв у него крайне спорным судейским решением. Была запланирована защита титула с Патрисиу Фрейри, но тот получил травму и вынужден был отказаться от боя. Вместо этого Уоррен предпринял попытку добиться чемпионского звания в легчайшей весовой категории и ради этого принял участие в гран-при пятого сезона, где, однако, уже на стадии четвертьфиналов в начале первого раунда был нокаутирован кубинским борцом-вольником Алексисом Вилой.
Уоррен ненадолго вернулся в полулёгкий вес для защиты своего чемпионского титула и в поединке с Пэтом Карреном вновь оказался в нокауте. Лишившись титула чемпиона, Пэт Уоррен одержал победу в одном рейтинговом бою и в 2013 году стал участником гран-при девятого сезона Bellator в легчайшем весе. Здесь он выиграл у обоих соперников в полуфинале и финале, после чего должен был встретиться с действующим чемпионом этого весового дивизиона бразильцем Эдуарду Дантасом. Дантас в итоге получил травму, и в его отсутствие руководство приняло решение разыграть титул временного чемпиона между Уорреном и другим бразильцем Рафаэлом Силвой. Силва в конечном счёте не сделал вес, и титул стоял на кону только для Уоррена. Поединок между ними продлился все пять раундов, и судьи единогласно отдали победу американскому бойцу. В следующем бою он встретился с вернувшимся Дантасом и так же победил его единогласным решением судей, заслужив право называться бесспорным чемпионом Bellator в легчайшей весовой категории.
В марте 2015 года при первой же защите Уоррен потерял свой чемпионский пояс, проиграв «рычагом колена» матч-реванш с Маркусом Галваном. Затем с попеременным успехом участвовал в рейтинговых боях и в конце 2016 года вновь удостоился права оспорить титул чемпиона, который к тому моменту снова оказался у Эдуарду Дантаса. Их противостояние продлилось все пять раундов, Дантас выиграл решением большинства судей и сохранил за собой чемпионское звание.

## Статистика в профессиональном ММА
| Боёв 23  | Побед 15 | Поражений 8 |
| -------- | -------- | ----------- |
| Нокаутом | 3        | 3           |
| Сдачей   | 2        | 3           |
| Решением | 10       | 2           |

| Результат | Рекорд | Соперник          | Способ                             | Турнир       | Дата             | Раунд | Время | Место              | Примечание                                                    |
| --------- | ------ | ----------------- | ---------------------------------- | ------------ | ---------------- | ----- | ----- | ------------------ | ------------------------------------------------------------- |
| Поражение | 15-8   | Шон Банч          | TKO (сдача от ударов)              | Bellator 210 | 30 ноября 2018   | 1     | 1:42  | Такервилл, США     |                                                               |
| Поражение | 15-7   | Джо Таймангло     | Раздельное решение                 | Bellator 195 | 2 марта 2018     | 3     | 5:00  | Такервилл, США     |                                                               |
| Победа    | 15-6   | Стив Гарсия       | Единогласное решение               | Bellator 181 | 14 июля 2017     | 3     | 5:00  | Такервилл, США     |                                                               |
| Поражение | 14-6   | Эдуарду Дантас    | Решение большинства                | Bellator 166 | 2 декабря 2016   | 5     | 5:00  | Такервилл, США     | Бой за титул чемпиона Bellator в легчайшем весе.              |
| Победа    | 14-5   | Сирван Какай      | Сдача (гильотина)                  | Bellator 161 | 16 сентября 2016 | 3     | 1:04  | Сидар-Парк, США    |                                                               |
| Поражение | 13-5   | Дэррион Колдуэлл  | Техническая сдача (удушение сзади) | Bellator 151 | 4 марта 2016     | 1     | 3:23  | Такервилл, США     |                                                               |
| Победа    | 13-4   | Эл Си Дэвис       | Единогласное решение               | Bellator 143 | 25 сентября 2015 | 3     | 5:00  | Идальго, США       |                                                               |
| Поражение | 12-4   | Маркус Галван     | Сдача (рычаг колена)               | Bellator 135 | 27 марта 2015    | 2     | 0:45  | Такервилл, США     | Лишился титула чемпиона Bellator в легчайшем весе.            |
| Победа    | 12-3   | Эдуарду Дантас    | Единогласное решение               | Bellator 128 | 10 октября 2014  | 5     | 5:00  | Такервилл, США     | Выиграл титул бесспорного чемпиона Bellator в легчайшем весе. |
| Победа    | 11-3   | Рафаэл Силва      | Единогласное решение               | Bellator 118 | 2 мая 2014       | 5     | 5:00  | Атлантик-Сити, США | Выиграл титул временного чемпиона Bellator в легчайшем весе.  |
| Победа    | 10-3   | Трэвис Маркс      | TKO (удары)                        | Bellator 107 | 8 ноября 2013    | 2     | 1:54  | Такервилл, США     | Финал гран-при 5 сезона Bellator легчайшего веса.             |
| Победа    | 9-3    | Ник Кёрк          | Сдача (рычаг локтя)                | Bellator 101 | 27 сентября 2013 | 2     | 3:03  | Портленд, США      | Полуфинал гран-при 9 сезона Bellator легчайшего веса.         |
| Победа    | 8-3    | Оуэн Ивинджер     | Единогласное решение               | Bellator 80  | 9 ноября 2012    | 3     | 5:00  | Холливуд, США      |                                                               |
| Поражение | 7-3    | Пэт Каррен        | KO (удары руками)                  | Bellator 60  | 9 марта 2012     | 3     | 1:25  | Хаммонд, США       | Лишился титула чемпиона Bellator в полулёгком весе.           |
| Поражение | 7-2    | Алексис Вила      | KO (удар рукой)                    | Bellator 51  | 24 сентября 2011 | 1     | 1:04  | Кантон, США        | Четвертьфинал гран-при 5 сезона Bellator легчайшего веса.     |
| Победа    | 7-1    | Маркус Галван     | Единогласное решение               | Bellator 41  | 16 апреля 2011   | 3     | 5:00  | Юма, США           | Бой в промежуточном весе 137 lbs.                             |
| Победа    | 6-1    | Джо Сото          | KO (колени и руки)                 | Bellator 27  | 2 сентября 2010  | 2     | 0:33  | Сан-Антонио, США   | Выиграл титул чемпиона Bellator в полулёгком весе.            |
| Победа    | 5-1    | Патрисиу Фрейри   | Раздельное решение                 | Bellator 23  | 24 июня 2010     | 3     | 5:00  | Луисвилл, США      | Финал гран-при 2 сезона Bellator полулёгкого веса.            |
| Победа    | 4-1    | Георгий Караханян | Единогласное решение               | Bellator 18  | 13 мая 2010      | 3     | 5:00  | Монро, США         | Полуфинал гран-при 2 сезона Bellator полулёгкого веса.        |
| Победа    | 3-1    | Эрик Мэрриотт     | Единогласное решение               | Bellator 13  | 8 апр 2010       | 3     | 5:00  | Холливуд, США      | Четвертьфинал гран-при 2 сезона Bellator полулёгкого веса.    |
| Поражение | 2-1    | Бибиану Фернандис | Сдача (рычаг локтя)                | Dream 11     | 6 окт 2009       | 1     | 0:42  | Иокогама, Япония   | Полуфинал гран-при Dream 2009 полулёгкого веса.               |
| Победа    | 2-0    | Норифуми Ямамото  | Раздельное решение                 | Dream 9      | 26 мая 2009      | 2     | 5:00  | Иокогама, Япония   | Четвертьфинал гран-при Dream 2009 полулёгкого веса.           |
| Победа    | 1-0    | Чейз Биби         | TKO (остановлен врачом)            | Dream 7      | 8 марта 2009     | 1     | 10:00 | Сайтама, Япония    | Стартовый этап гран-при Dream 2009 полулёгкого веса.          |